# Караван (фільм)
«Караван» — радянський художній фільм 1973 року, знятий режисером Учкуном Назаровим на кіностудії «Узбекфільм».

## Сюжет
У узбецький гірський кишлак прибуває бригада буровиків. Бурильник Афзал закохується в молоду вдову з дитиною Холнісою.

## У ролях
- Аїда Юнусова — Холніса (дублювала Неллі Пянтковська)
- Бахтійор Іхтіяров — Рахмат Тухтабаєв (дублював Володимир Ферапонтов)
- Тамара Кокова — Саліма
- Набі Рахімов — Карімов (дублював Микола Граббе)
- Лутфулла Сагдуллаєв — Афзал дублював Руслан Ахметов)
- Уткур Ходжаєв — Равшан (дублював Рудольф Панков)
- Фархад Хайдаров — Саттар (дублював В. Прохоров)
- Ульмас Аліходжаєв — Махмуд (дублював Юрій Чекулаєв)
- Якуб Ахмедов — Ергаш
- Михайло Салес — Міша (дублював Євген Красавцев)
- Йодгар Сагдієв — чоловік Холніси

## Знімальна група
- Режисер — Учкун Назаров
- Сценаристи — Андрій Бітов, Тимур Пулатов
- Оператор — Абдурахім Ісмаїлов
- Композитор — Енмарк Саліхов
- Художник — Бахтійор Назаров